# Fusine
Fusine là một đô thị ở tỉnh Sondrio trong vùng Lombardia của Italia, có vị trí khoảng 90 km về phía đông bắc của Milano và khoảng 11 km về phía tây nam của Sondrio. Tại thời điểm ngày 31 tháng 12 năm 2004, đô thị này có dân số 650 người và diện tích là 37,5 km².
Fusine giáp các đô thị: Berbenno di Valtellina, Cedrasco, Colorina, Foppolo, Forcola, Postalesio, Tartano.